# Pocrovca
Pocrovca è un comune della Moldavia situato nel distretto di Dondușeni di 1.059 abitanti al censimento del 2004